# 복녕궁주
복녕궁주(福寧宮主, 1096년 ~ 1133년 6월 30일(음력 5월 26일))는 고려의 왕족이다. 숙종과 명의왕후의 막내딸이다.

## 생애

### 가계
고려의 제15대 왕 숙종과 명의왕후의 4녀로, 1096년(숙종 원년)에 태어났다. 성은 왕, 본관은 개성이다. 예종 등과는 친남매간이며, 순종과 선종 등의 친조카이다.
복녕궁주의 모후 명의왕후는 문하시중을 지낸 정주 유씨 유홍의 딸이다. 당시 왕비들이 대개 인천 이씨 출신이던 때에 태조의 신혜왕후, 정덕왕후에 이어 오랜만에 탄생한 정주(지금의 경기도 개풍군) 출신의 왕비이다.

### 공주 시절
1114년(예종 9년)에 정식으로 공주에 책봉되었다. 성격이 순하여 평소 숙종과 명의왕후의 사랑을 받았으며, 그 부의 정도가 종실 중에서 으뜸이 되었다. 또 불법을 숭신하여, 탑과 묘를 만들고 꾸미는데 매우 열심이었다.
1133년(인종 11년) 38세를 일기로 사망하였다. 호는 복녕궁주(福寧宮主)이며, 시호는 정간(貞簡)이다.

## 기타
- 복녕궁주의 묘지명에는 "천자(天子)의 따님이여, 보름달 같으셨네."라는 구절이 등장하는데, 현대의 일부 학자들은 이 문구를 두고 고려가 스스로를 천자의 나라, 즉 제국을 표방했음을 보여주는 증거로 보기도 한다. 복녕궁주의 묘지명은 국립중앙박물관에서 2006년 7월 11일부터 8월 27일까지 개최한 '다시 보는 역사편지, 고려 묘지명'이라는 전시회에서 전시된 적이 있다[1].

## 가족 관계
복녕궁주는 종실인 진강백 왕연에게 시집갔다. 진강백은 문종과 인경현비의 아들인 진한공 왕유의 아들로, 복녕궁주와는 친사촌간이다. 1120년(예종 15년) 음력 12월 25일에 검교사도 수사공 진강백에 봉해졌으며, 1146년(인종 24년) 음력 2월 20일에 죽었다.
| - 조부 : 문종(文宗, 1019년~1083년) - 조모 : 인예왕후 이씨(仁睿王后 李氏, ?~1092년) - 아버지 : 숙종(肅宗, 1054년~1105년) - 외조부 : 유홍(柳洪, ?~1091년) - 외조모 : 낙랑국대부인 김씨(樂浪國大夫人 金氏) - 어머니 : 명의왕후 유씨(明懿王后 柳氏, ?~1112년) - 오빠 : 예종(睿宗, 1079년~1122년) - 오빠 : 상당후 왕필(上黨侯 王佖, ?~1099년) - 오빠 : 원명국사 징엄(圓明國師 澄儼, 1090년~1141년) - 오빠 : 대방공 왕보(帶方公 王俌, ?~1128년) - 오빠 : 대원공 왕효(大原公 王侾, 1093~1161) - 오빠 : 제안공 왕서(齊安公 王偦, ? ~ 1131년) - 동생 : 통의후 왕교(通義侯 王僑, 1097년~1119년) - 언니 : 대령궁주(大寧宮主, ?~1114년) - 언니 : 흥수궁주(興壽宮主, ?~1123년) - 언니 : 안수궁주(安壽宮主, 생몰년 미상) | - 시조모 : 문종 제3비 인경현비 이씨(仁敬賢妃 李氏, 생몰년 미상) - 시아버지 : 진한공 왕유(辰韓公 王愉, ?~1099년) - 시어머니 : 미상 - 남편 : 진강백 왕연(晉康伯 王演, ?~1146년) |